# Nahuel Pérez Biscayart
Nahuel Pérez Biscayart (Buenos Aires, 6 de marzo de 1986) es un actor de cine y televisión argentino. Es reconocido por trabajar en películas francesas y argentinas y por aparecer en numerosas series de televisión. 
Interpretó sus primeros papeles en televisión cuando tenía 17 años y apareció por primera vez en pantalla en el año 2003. Pérez Biscayart nunca quiso dedicarse a la interpretación, pero de repente se transformó en uno de los actores más importantes del cine argentino, sobresaliendo en la televisión y codeándose con actores destacados del circuito teatral.
Debido a su trayectoria fue ganador en los Premio Cóndor de Plata; en el año 2005 como Mejor revelación masculina por la película Tatuado. Luego, fue nominado nuevamente como Mejor Actor por la película Lulú en 2016. Por su papel de Lucas en la película francesa Je suis à toi le valió reconocimientos en Festivales internacionales de cine. Biscayart obtuvo éxito internacional por protagonizar 120 latidos por minuto en 2017, razón por la cual ganó como Mejor Actor Revelación en la entrega de los Premios César de la academia francesa, y como Mejor Actor en los Premios Lumières y Globos de Cristal. Además se convirtió en el primer actor argentino en ser nominado en la entrega de los Premios del cine europeo. En 2025 recibió elogios por su interpretación en El jockey, por la que fue ganador en los Premios Cóndor de Plata y por la que fue nominado en los Premios Platino en la categoría de Mejor Actor.

## Biografía
Pérez Biscayart nació en la ciudad de Buenos Aires. Realizó sus estudios secundarios en una escuela técnica de especialización en Electromecánica. Con el grupo teatral de su escuela secundaria se presentaron a las Olimpiadas Intercolegiales de Teatro y ganó el premio por su primera interpretación. En Buenos Aires asistió a la Academia de Bellas Artes. Después de tener una serie de pequeños papeles en obras cinematográficas y teatrales, se mudó a Nueva York, donde trabajó en el Wooster Group, una compañía teatral independiente.
A partir del año 2004, inicia su carrera en el cine interpretando al personaje de Abel en la película de Nicolás Tuozzo. En el año 2005 interpreta al personaje de Paco en la película Tatuado del director Eduardo Raspo, junto al actor Luis Ziembrowski. Tuvo buen reconocimiento de la crítica y le valió el reconocimiento de Mejor Revelación Masculina en los Premio Cóndor de Plata.
Se hizo conocido en Francia por la película Au fond des bois  de Benoît Jacquot (2010), en la que interpretó el papel principal. Después, se dirige a la ciudad de París a estudiar el idioma francés por tres meses. Actualmente realiza una carrera internacional en el cine de autor.
En el año 2014 interpreta el papel principal en la película Je suis à toi de David Lambert y le valió un reconocimiento como Mejor Actor en la entrega oficial del Karlovy Vary International Film Festival. Ese mismo año, se dirige a Argentina a protagonizar la película Lulú de Luis Ortega junto a Ailín Salas y Daniel Melingo. Allí obtuvo una nominación como Mejor Actor Principal en los Premio Cóndor de Plata.
En el año 2017 protagoniza la película 120 latidos por minuto de Robin Campillo donde actuó junto a Adèle Haenel y obtuvo fama internacional ya que obtuvo nominaciones en los Premios César, Premios Lumières y Premios del cine europeo. El filme de Robert Campillo fue estrenado en el Festival de Cannes, donde obtuvo dos de los premios importantes, Gran Premio del Jurado y el otorgado por la prensa internacional –motivo por el cual Pérez Biscayart no pudo hacerse con el galardón a mejor actor, debido a las reglas del certamen–.

## Éxito internacional
La película 120 latidos por minuto, también fue candidata en representación de Francia en los Premios Oscar, aunque no fue nominada finalmente. El largometraje se enmarca en la lucha de la ONG Act-Up en los años más álgidos del sida en Francia —finales de los 80, inicio de los 90— y cuenta la historia de amor desgarradora y trágica entre dos activistas, uno muy carismático, VIH positivo, y otro no portador del virus.
«Lo que más me sorprende es que normalmente las campañas son muy tabú, pero en los Oscar es un evento en sí mismo, es parte del sistema, así que tienes que ser sincero», dijo a la agencia AFP Pérez Biscayart, quien aprendió a hablar francés hace seis años y ya lo habla sin acento.

## Filmografía

### Cortometrajes
- Todas las veces (2004) de Alejo Franzetti
- Puedo ver un puma (2011) de Eduardo Williams
- Que je tombe tout le temps? (2004) de Eduardo Williams
- Todas las veces (2005) - Francisco

### Películas
- Próxima salida de Nicolás Tuozzo (2004) - Abel
- El aura de Fabián Bielinsky (2005) - Julio
- Tatuado de Eduardo Raspo (2005) - Paco
- El regreso de Peter Cascada (2005)
- Glue - Historia adolescente en medio de la nada de Alexis Dos Santos (2006) - Lucas
- Cara de queso -mi primer ghetto- de Ariel Winograd (2006) - Felman
- Familia Lugones (2007)
- La sangre brota de Pablo Fendrik (2008) - Leandro
- Silencios (2009) - Juan
- Antes de Daniel Gimelberg (2010) - Tomás
- Alas (pobre Jiménez) (2010) - Arlequín
- Cerro Bayo de Victoria Galardi (2011) - Lucas
- Patagonia de Marc Evans (2011) - Alejandro
- Todos están muertos (2014) - Diego.
- Je suis à toi (2014) - Lucas
- Lulú de Luis Ortega (2016) - Lucas
- Au revoir là-haut (Nos vemos allá arriba)  de Albert Dupontel (2016) - Edouard Péricourt}
- El futuro perfecto de Nele Wohlatz (2016)
- 120 latidos por minuto de Robin Campillo (2017) - Sean Dalmazo
- La rosa del desierto (2019) -
- El profesor de persa de Vadim Perelman (2019) - Gilles
- El prófugo de Natalia Meta (2020)
- El empleado y el patrón de Manolo Nieto (2020)
- Un año, una noche de Isaki Lacuesta (2022) - Ramón
- La Fille de son père de Erwan Le Duc (2023) - Étienne
- Dans le viseur de André Téchiné (2024) - Yann
- El jockey de Luis Ortega (2024) - Remo

### Documentales
- Familia Lugones (2007) de Paula Hernández - Gaspar
- Durazno (2014) de Yashira Jordán - Ezequiel

## Televisión
- Disputas (2003) - Marcos
- Sol negro (2003) - Marito
- Sangre fría (2004) - Iván
- Mujeres asesinas (Patricia, vengadora - 2005)
- Botines (2005)
- Amas de casa desesperadas (2006) - René Oviedo
- Hermanos y detectives (2006) - Sebastián
- La señal (telefilm, 2007)
- Mujeres asesinas (Milagros, pastora - 2007)
- Aquí no hay quien viva (2008) - Lucas
- Mujeres asesinas (Lorena, maternal - 2008)
- Epitafios 2 (2009) - Pablo
- Lo que el tiempo nos dejó (La ley primera, 2010)
- El puntero (2011) - Herminio
- Lynch (2012)
- todos están muertos (2014)

## Teatro
- 2007 : Los padres terribles (Los padres terribles) de Jean Cocteau, dirigida por Alejandra Ciurlanti, con Mirta Busnelli, Luis Machín, Noemí Frenkel y María Alché, Teatro El Cubo, Buenos Aires.

## Premios y nominaciones
- 2005: Premio Cóndor de Plata: Mejor revelación masculina (Tatuado) / Ganador
- 2005: Nantes Three Continents Festival: Mejor Actor (Glue) / Ganador
- 2014: Karlovy Vary International Film Festival: Mejor Actor (Je suis à toi) / Ganador
- 2014: Festival Internacional de Cinema Queer: Premio del juardo (Je suis à toi) / Ganador
- 2015: Premio Cóndor de Plata: Mejor Actor (Lulú) / Nominado
- 2017: International Film Festival of India: Mejor Actor (120 latidos por minuto) / Ganador
- 2018: Premio del cine europeo: Mejor Actor (120 latidos por minuto) / Nominado
- 2018: Premios Lumières: Mejor Actor (120 latidos por minuto) / Ganador
- 2018: Premios César: Mejor Revelación Masculina (120 latidos por minuto) / Ganador
- 2018: Premios Globos de Cristal: Mejor Actor (120 latidos por minuto) / Ganador
- 2025: Premio Cóndor de Plata: Mejor Actor (El jockey) / Ganador
- 2025: Premios Platino: Mejor Actor (El jockey) / Pendiente